# Jardins de José Ignacio Urenda
Els Jardins de José Ignacio Urenda són una zona verda molt propera al mercat de la Mercè i dels centres cívics Les Basses i Can Basté, al barri del Turó de la Peira de Barcelona.

## Història
Aquests terrenys formaven part de la finca de Can Peguera, urbanitzada els anys 1960 amb edificis de mala construcció i amb manca de serveis bàsics. L'esfondrament d'un bloc el 1990 a causa de l'aluminosi va ser la confirmació d'aquestes deficiències i punt de partida d'un procés de remodelació del barri. Els jardins van ser inaugurats el 2003 en aquest context de rehabilitació del barri, i el 2009 va ser dedicats a José Ignacio Urenda, un dels fundadors del PSC, exregidor i creador de la comissió de drets civils de l'Ajuntament de Barcelona.

## Descripció
Aquest espai està situat a l'interior d'illa delimitada pel passeig de Fabra i Puig i el carrer de Peñalara, entre dues fileres de 140 m de blocs de pisos. Els jardins estan situats a sobre la coberta de les cotxeres de Vilapicina, en desús però no desmantellades. Això provoca unes limitacions en l'ús de l'espai pel que fa a la vegetació. Aquestes condicions estructurals també han condicionat l'absència de grans pèrgoles o d'un arbrat més gran fet que provoca que l'espai es caracteritzi per una evident manca d'ombres, una queixa recurrent del veïnat.
El paviment és d'asfalt acolorit, on s'hi disposen un seguit de jardineres d'acer de grans dimensions. També consta d'uns espais de pas en forma de ziga-zaga on hi ha situats mobiliari urbà, així com una àrea de jocs infantils en un dels extrems.

### Vegetació
Algunes espècies d'arbres i arbusts que s'hi poden trobar són: l'aloc (Vitex agnus-castus), l'acàcia de constantinoble (Albizia julibrissin, l'olivella (Cneorum tricoccon), l'Hakea laurina i la Dodonaea viscosa.